# 小熊維尼：嘟嘟的萬聖節歷險
《小熊維尼之長鼻子萬聖節》（英語：Pooh's Heffalump Halloween Movie），是一部由華特迪士尼影片製作、是一部由艾路特·M·波爾與沙爾·安德魯·布林歐夫導演的電影。

## 配音員
| 配音                 | 配音   | 角色                        |
| 英語                 | 國語   | 角色                        |
| -------------------- | ------ | --------------------------- |
| 吉米·布內特          | 楊小黎 | 小豆（Roo）                 |
| 凱爾·史丹吉爾        |        | 嘟嘟（Lumpy the Heffalump） |
| 吉姆·康明斯          | 楊少文 | 小熊維尼（Winnie-the-Pooh） |
| 吉姆·康明斯          | 胡大衛 | 跳跳虎（Tigger）            |
| 約翰·菲德爾          | 劉傑   | 小豬（Piglet）              |
| 彼得·庫倫            | 周寧   | 屹耳（Eeyore）              |
| 肯尼·山索姆          | 姜先誠 | 瑞比（Rabbit）              |
| 凱斯·索西            | 劉小芸 | 袋鼠媽媽（Kanga）           |
| 大衛·歐格登·史蒂爾斯 | 胡立成 | 旁白（The Narrator）        |
| 麥可·高福            | 石班瑜 | 古佛（Gopher）              |

## 外部連結
- 官方网站
- 互联网电影数据库（IMDb）上《小熊維尼：嘟嘟的萬聖節歷險》的资料（英文）
- 豆瓣电影上《小熊維尼：嘟嘟的萬聖節歷險》的資料 （简体中文）